# Серринья (Риу-Гранди-ду-Норти)
Серринья (порт. Serrinha)  —  муниципалитет в Бразилии, входит в штат Риу-Гранди-ду-Норти. Составная часть мезорегиона Сельскохозяйственный район штата Риу-Гранди-ду-Норти. Входит в экономико-статистический  микрорегион Агрести-Потигуар. Население составляет 7621 человек на 2006 год. Занимает площадь 193,352 км². Плотность населения — 39,4 чел./км².

## Статистика
- Валовой внутренний продукт на 2003 год составляет 13 174 422,00 реалов (данные: Бразильский институт географии и статистики).
- Валовой внутренний продукт на душу населения на 2003 год составляет 1767,90 реалов (данные: Бразильский институт географии и статистики).
- Индекс развития человеческого потенциала на 2000 год составляет 0,598 (данные: Программа развития ООН).